# 5 mai 1997
Le lundi 5 mai 1997 est le 125e jour de l'année 1997.

## Naissances
- Daniel Staniszewski, coureur cycliste polonais
- Innoss'B, chanteur, rappeur, danseur, et auteur-compositeur-interprète congolais
- Mathias Jørgensen, coureur cycliste danois
- Mitchell Marner, joueur professionnel de hockey sur glace canadien
- Nicolas D'Oriano, nageur français
- Trae Williams, athlète australien, spécialiste du sprint

## Décès
- David E. Scherman (né en 1916), photographe et journaliste américain
- Michel Briguet (né le 23 août 1918), musicien, pianiste, musicologue, musicographe et pédagogue français
- Ove Hansen (né le 24 septembre 1909), homme politique danois
- Tolia Nikiprowetzky (né le 25 septembre 1916), compositeur russe
- Walter Gotell (né le 15 mars 1924), acteur allemand

## Événements
- L'Ukraine signe le protocole numéro six de la Convention européenne des droits de l'homme concernant l'abolition de la peine de mort ainsi que la Convention européenne pour la prévention de la torture[1]
- Fin du championnat du monde de snooker 1997
- Début de la telenovela Esmeralda
- Diffusion de l'épisode La Marionnette de la série Buffy contre les vampires
- Sortie du roman Le Coup du paradis
- Création de la société Media Blasters